# Frontière entre l'Angola et la république du Congo
Ne doit pas être confondu avec Frontière entre l'Angola et la République démocratique du Congo.
La frontière entre l'Angola et la république du Congo est la frontière terrestre séparant l'Angola et son exclave du Cabinda avec la république du Congo située au nord de celle-ci.

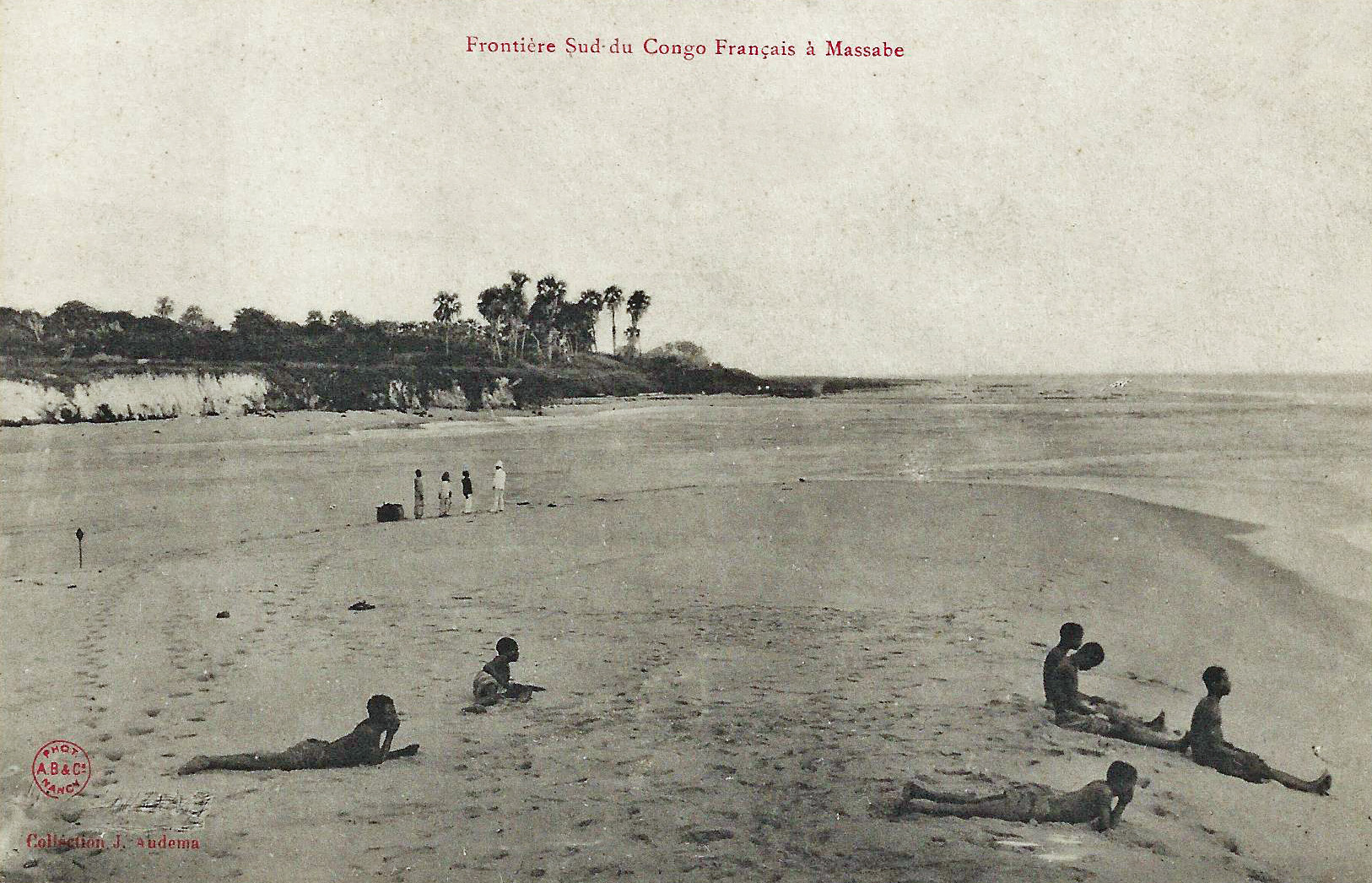
Frontière Sud du Congo français à Massabe.

La frontière a été délimitée par une commission franco-portugaise en 1901-1902 ; elle séparait à l'époque l'Angola portugais (Afrique occidentale portugaise) et le Congo français. Elle s'étend du tripoint où se rejoignent les frontières de l'Angola, du Congo et de la république démocratique du Congo. Ce point se situe à l'extrémité orientale de la province de Cabinda sur le cours d'eau Louango (Rio Chiloango en Angola).
Elle est de direction générale nord-ouest sur moins d'une quarantaine de kilomètres avant de s'orienter vers le sud-ouest et l'océan Atlantique qu'elle atteint à une vingtaine de kilomètres au sud-est de la ville congolaise de Pointe-Noire et une distance similaire au nord-ouest de la ville angolaise de Lândana.
C'est après le passage de cette frontière, le 8 janvier 2010, que les bus de l'équipe du Togo de football est attaqué par des indépendantistes cabindais alors qu'elle se rendait à Cabinda pour la coupe d'Afrique des nations. Un incident frontalier a eu lieu en octobre 2013 : le 13, des troupes angolaises pénètrent en territoire congolais et y capturent une quarantaine de soldats congolais ; elles occupent brièvement cinq villages congolais. Un accord est trouvé le 18, et les troupes angolaises repassent la frontière.